# Kanaikanahalli, Belur
Kanaikanahalli là một làng thuộc tehsil Belur, huyện Hassan, bang Karnataka, Ấn Độ.